# Эпплгейт, Кэтрин
Кэтрин Элис Эпплгейт (англ. Katherine Alice Applegate; род. 1956) — американская писательница, автор книг для взрослых и детей в жанре фантастики и фэнтези. Среди её произведений — популярные книжные серии Аниморфы, Выжившие , Everworld и другие.

## Биография
Кэтрин Эпплгейт родилась в штате Мичиган, жила в Техасе, Флориде, Калифорнии, Иллинойсе, Северной Каролине, и некоторое время в Италии. В настоящее время живёт в городе Ирвайн в Калифорнии. В 1997 году Эпплгейт удостоена премии за лучшую новую серию детских книг от Publishers Weekly. Муж Кэтрин, Майкл Грант, является соавтором многих её книг, включая серии Аниморфы и Everworld. В 2003 году Кэтрин и Майкл удочерили в Китае девочку.
После завершения серии Выжившие (Remnants) у Эпплгейт в течение трех лет был перерыв в творческой деятельности. После возвращения к литературной деятельности она написала иллюстрированную книгу Buffalo Storm, затем вышел роман, ориентированный на средний класс — Home of the Brave и первые главы серии Roscoe Riley Rules (все — в издательстве HarperCollins). Home of the Brave был удостоен в 2008 премии Golden Kite Award в номинации «фантастика» и других наград.
В 2013 Эпплгейт была удостоена медали Ньюбери за книгу «Айван, единственный и неповторимый» (англ. The One and Only Ivan). Рассказ написан от лица гориллы, живущей в стеклянной клетке в торговом центре. По оценке комиссии премии Ньюбери, «Кэтрин Эпплгейт дает читателям уникальный и незабываемый взгляд на мир с позиции горилл, который меняет наше представление о животных и о себе самих».

## Публикации (неполный список)
- The Buffalo Storm
- Roscoe Riley Rules
- Beach Blondes, A Summer Novel
- Tan Lines, A Summer Novel
- Home of the Brave
- Айван, единственный и неповторимый
- Eve and Adam